# Олександр Заровний
Олександр Заровний (транслітерація Oleksandr Zarovnyj, нар. 20 лютого 1975, с. Халявин, Чернігівська область) — колишній український лижник, нині сервісмен лижних команд.

## Спорт
На міжнародному рівні Олександр Заровний вперше виступив на зимовій Універсіаді 1995 року в Канданчу, де в естафеті виграв бронзову медаль.
Його найкращим результатом на Чемпіонаті світу з лижних гонок 1997 року в Тронгеймі було 44 місце в класичній гонці на 50 км.
На зимових Олімпійських іграх 1998 року в Нагано він фінішував 44-м на 30 км класичним стилем, 43-м на 50 км вільним стилем і 12-м в естафеті разом з Геннадієм Ніконом, Михайлом Артюховим і Миколою Поповичем.
У сезоні 1998/99 він фінішував 17-м у гонці на 10 км класичним стилем і 12-м у гонці переслідування на зимовій Універсіаді 1999 року в Штрбське Плесо, а на чемпіонаті світу з лижних гонок 1999 року в Рамзау-ам-Дахштайні був 56-м у гонці на 10 км класичним стилем, 55-м у гонці переслідування і 53-м у гонці на 30 км вільним стилем.
У сезоні 2000/01 виграв срібну медаль з естафетною командою на зимовій Універсіаді 2001 року в Закопане. Він також був дев'ятим на 10 км вільним стилем і п'ятим на 10 км класичним стилем. Його найкращими результатами на Чемпіонаті світу з лижних гонок 2001 року в Лахті були 29 місце на дистанції 50 км вільним стилем і 15 місце в естафеті.
Свою останню гонку Кубка світу він завершив у Валь-ді-Фієме в січні 2002 року. Там він досяг свого найкращого індивідуального результату в Кубку світу, посівши 40 місце в гонці з масовим стартом на 30 км.
2002 року Олександр Семенов, особистий тренер Заровного, запропонував йому перейти до збірної Болгарії і спробувати себе біатлоністом. 3 роки Олександр займався біатлоном, потім одружився, народилася дочка. На цьому його спортивна кар'єра закінчилася. З 2005 року працює сервісменом (мастильником лиж) у збірній України.

## Результати
- C — класичний стиль
- F — вільний стиль

### Олімпійські ігри
| 1998 рік Нагано | 44 (30 км C), 43 (50 км F), 12 (естафета) |

### Кубок світу
| 1997 Тронгейм | 59 (30 км F), 58 (10 км С), 61 (комбіновані 25 км), 44 (50 км C) |
| 1999 Рамзау   | 53 (30 км F), 56 (10 км С), 55 (комбіновані 25 км)               |
| 2001 Лахті    | 40 (30 км C), 29 (50 км F), 45 (комбіновані 20 км)               |

### Універсіада
| 2001 Закопане | 5 (10 км C), 9 (10 км F) |

## Переїзд до Росії
За повідмленнями російських медіа 2018 року Олександр працював сервісменом російської лижної збірної.